# Becherovka
Becherovka (celým jménem Becherovka Original, původním německým názvem Karlsbader Becher-Bitter) je český hořkosladký bylinný likér, vyráběný v Karlových Varech společností Jan Becher – Karlovarská Becherovka, kterou vlastnil koncern Pernod Ricard. Od 1. května 2024 společnost vlastní polský koncern Grupa Maspex Sp. z o.o. Vyrábí se z více než dvaceti druhů bylin a koření, vody, lihu a cukru a neobsahuje žádné chemické přísady.
Někdy se jí přezdívá „třináctý karlovarský pramen“ nebo také „béžovka“.

## Historie
Roku 1806 přijel do Karlových Varů doktor Christian Frobrig z Anglie, který při odjezdu Becherovi daroval recept. 
Od roku 1807 Josef Vitus Becher (1769–1840) začínal prodávat likér pod jménem English Bitter.
Johann Nepomuk Becher (1813–1895) později převzal výrobu po svém otcovi Josefovi. Právě on se zasloužil o její rozvoj a jeho podpis se dnes nachází na každé láhvi. Vybudoval novou likérku na Steinberkách (dnes je zde Jan Becher Muzeum). V roce 1866 Karel Laube, který byl švagr Jana Bechera navrhl pro láhve Becherovky plochý tvar, který se od roku 1907 zachovává i v současnosti. 
Po svém otci poté vedl likérku nejstarší syn Gustav Becher (1840–1921) Ten nechal zaregistrovat v roce 1922 obchodní značku Becherovka. Od počátku 20. století firma také vyváží produkt do zahraničí. Becherovka se prodávala před tím pod řadou názvů – English Bitter, Karlsbader Becherbitter, Karlsbader Bitter, Johann Bitter a další. 
Jedinou ženou a posledním z rodu Becherů, kdo znal tajemství receptury byla Hedda Becher, která převzala vedení firmy v roce 1941. Po roce 1945 byla německá rodina Becherů vysídlena do zahraničí a likérka přešla i s receptem do státní správy. 
V roce 1967 se na výstavě Expo 67 v kanadském Montrealu představil veřejnosti koktejl BETON. Vznikl jako důkaz československo–kanadského přátelství, kdy Kanadu zastupoval Indian Tonic Water a Československo Becherovka Original.
V roce 2001 po dokončení privatizace společnosti se stala součástí francouzského koncernu Pernod Ricard. 
V roce 2010 byl otevřen moderní závod na výrobu Becherovky v karlovarské městské části Bohatice. V roce 2010 vyráběla ročně okolo 8 miliónů litrů ročně.
V roce 2018 dostala etiketa láhve Becherovky kryptogram, tajemný symbol, který je součástí nového designu etikety a láhve.
Francouzský koncern Pernod Ricard v roce 2024 Becherovku prodal polské společnosti Grupa Maspex Sp z o.o. a ten je od 1. května 2024 jejím vlastníkem.

## Současnost

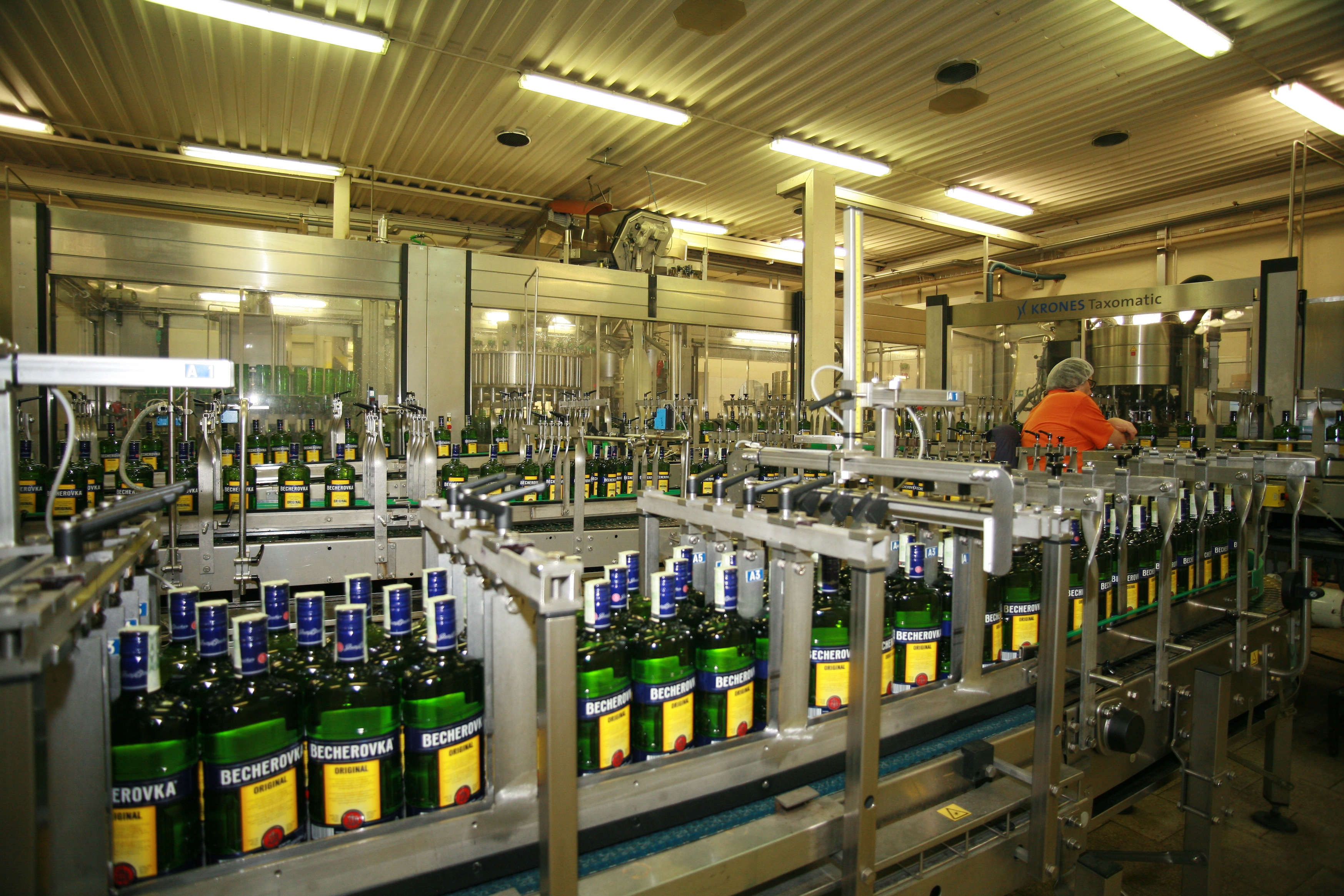
Stáčecí linka v továrně Jan Becher – Karlovarská Becherovka

Ročně je vyrobeno cca 8 mil. litrů. Becherovka je momentálně nejprodávanějším likérem v segmentu hořkých bylinných likérů.

### Postup výroby
Becherovka se připravuje podle tajné receptury, po celou dobu stejným způsobem. Většina bylin pochází z Česka, ale ve směsi se najdou také suroviny ze vzdálených exotických oblastí, například Zanzibaru, Srí Lanky či ze zemí Jižní Ameriky. Existuje ale také informace, že zhruba tři čtvrtiny bylin a koření pocházejí ze zahraničí. Některé druhy prý rostou přímo v okolí Karlových Varů. Z limitované edice 2017 je známo, že obsahuje Achillea millefolium, Eugenia aromatica, Cinnamomum Aromaticum a Hyssopus Officinalis.
Výroba probíhá v místnosti zvané „Drogikamr“ (název užívaný ještě z doby Becherů) a trvá několik týdnů až měsíců. Hotová směs je přesypána do pytlů z přírodního materiálu a na jeden týden ponořena do alkoholu, aby dokonale prosákla. Vzniklý extrakt se smíchá s vodou a přírodním cukrem a poté se vkládá do digeračních tanků. Becherovka zraje přibližně dva měsíce a poté je stáčena do charakteristických zelených láhví. Po stočení ji degustuje hlavní sládek.
Firma dodržuje různá bezpečnostní opatření. Výrobní receptura je známa pouze dvěma lidem ze společnosti, výrobnímu manažerovi a výrobnímu řediteli. Tímto tajemstvím jsou doživotně smluvně vázáni a nemohou například společně cestovat. Traduje se, že se neobjednávají všechny suroviny naráz a že jsou navíc odebírány i některé druhy bylin a koření, které do likéru vůbec nepatří.

### Export
Becherovka se momentálně vyváží do téměř 40 zemí světa. Mezi nejsilnější exportní trhy patří Německo, Slovensko, Ukrajina a Rusko. Kromě toho se vyváží také do vzdálenějších zemí – Japonska, Brazílie či Austrálie.

## Použití

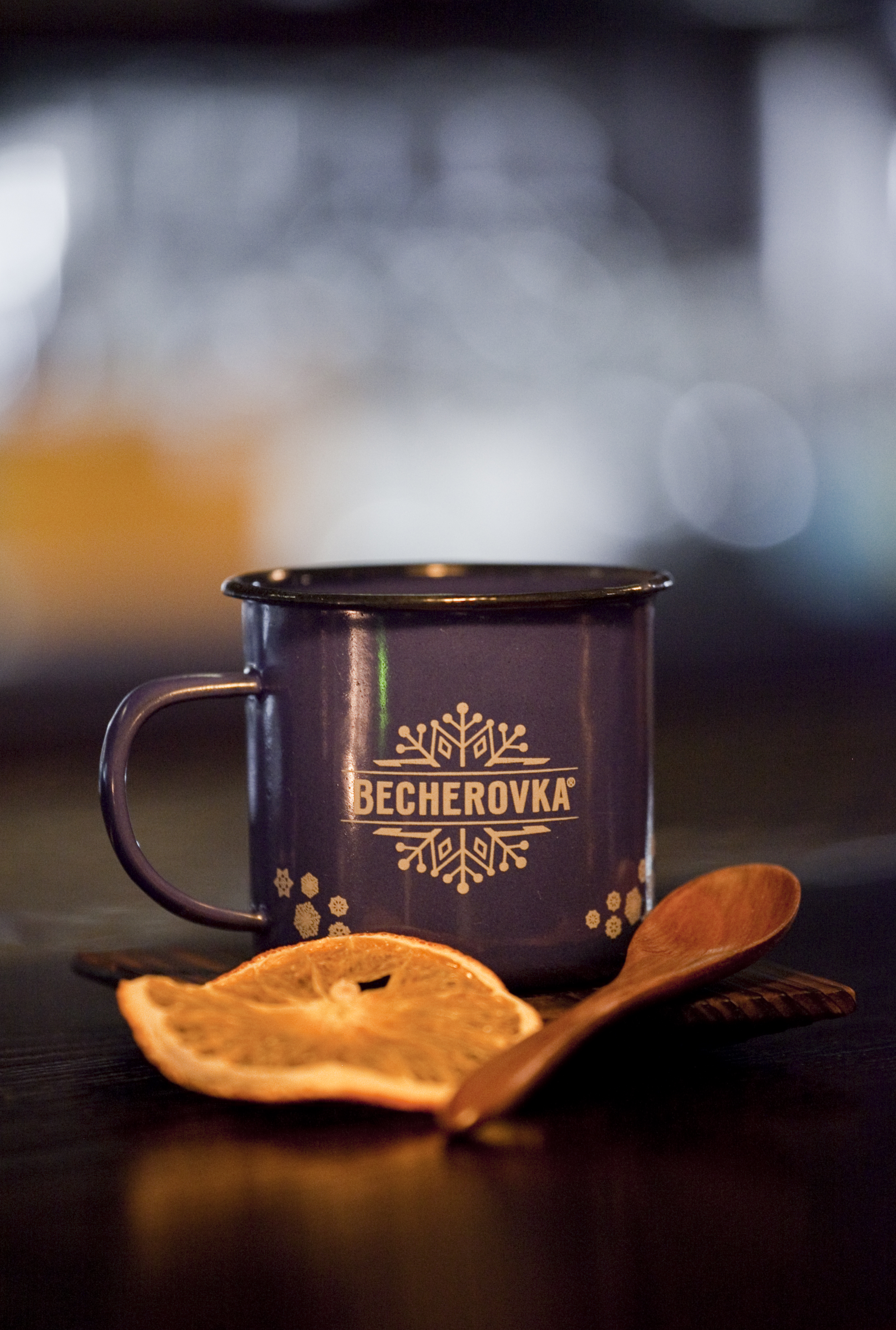
Horká Becherovka

### Domácí servírování
Servíruje se jako aperitiv nebo digestiv, dále ve formě koktejlu či horkého nápoje. Její chuť a vůně nejlépe vyniknou, pokud je servírována ledově namražená (o teplotě −4 až −6 °C), proto je doporučeno uchovávat jí v lednici či mrazničce.

### Míchání
Může se míchat například s kolou nebo top-topicem. Zaměstnanci sovětského konzulátu v Karlových Varech svého času pili směs becherovky a tradiční ruské vodky Stolichnaya.

### Koktejly
Z Becherovky je možné připravit několik známých koktejlů. K nejznámějším patří Beton, Red Moon, Beton Bitter, Beton s okurkou či retrostylový Koospol koktejl. Dalším známým koktejlem je B-Celebration, který byl připraven u příležitosti oslav 200 let výroby a jehož autorem je Aleš Půta. Becherovka se také využívá při přípravě horkých nápojů. Nejrozšířenějším je Horká Becherovka.
Je také hojně využívána v barmanské mixologii po celém světě. Barmani z ní připravuji tradiční koktejly a horké nápoje a využívají ji k dalším experimentům v oblasti mixologie.

## Ocenění
Becherovka získala desítky českých i mezinárodních ocenění, například:
- 1871: stříbrná medaile, Výstava řemesel, průmyslu, zemědělství a lesnictví v Chebu (úplně první ocenění)[14]
- 1904: jmenování Becherovky dvorním dodavatelem císařského dvora. V té době putovalo pravidelně na císařský dvůr až 50 litrů Becherovky měsíčně.[4]
- 2002: Rodinné stříbro[15]
- 2013: stříbrná medaile, San Francisco World Spirits Competition (jediný český zástupce)[16]
- 2013: zlatá medaile, Internationaler Spirituosen Wettbewerb (Německo)[17]

## Známí konzumenti
Známým fandou karlovarské Becherovky je bývalý český prezident Miloš Zeman. Během své návštěvy karlovarské likérky (březen 2017) přiznal, že: „…jako premiér jsem byl neplaceným agentem becherovky, neboť vždycky, když se mě ptali, co nejraději piju, vždycky jsem řekl becherovku.“ Poté, co mu byla zjištěna cukrovka, přešel na slivovici, ale dle vlastních slov zůstal becherovce věrný.